# دانشنامه بریتانیکا
دانشنامه بریتانیکا (به انگلیسی: Encyclopædia Britannica) دانشنامه‌ای است که نخستین بار در سال ۱۷۶۸ در ادینبرو منتشر شد. این دانشنامه قدیمی‌ترین دانشنامه انگلیسی‌زبان محسوب می‌شود. این دانشنامه در حال حاضر یکی از مهم‌ترین و معتبرترین منابع به زبان انگلیسی به‌شمار می‌رود که تا به امروز ویرایش و انتشار آن ادامه یافته‌است. بریتانیکا توسط ۱۰۰ ویراستار تمام وقت و بیش از ۴٫۰۰۰ مشارکت‌کننده که خود شامل ۱۱۰ نفر از برندگان جایزه نوبل و ۵ رئیس‌جمهور است، به رشته تحریر درآمده و در بسیاری موارد، علمی‌ترین و آکادمیک‌ترین دانشنامه دنیا شناخته شده‌است.
بریتانیکا قدیمی‌ترین دانشنامه جهان به زبان انگلیسی است که همچنان تهیه می‌شود. مقالات بریتانیکا در طول سده‌های ۱۸ تا ۲۰ میلادی توسط مقاله‌نویسان خبره و باتجربه در زمینه‌های مختلف بازبینی شد و مورد تأیید قرار گرفت و حتی گاهی برای تهیه مقالات آن تحقیقات گسترده‌ای انجام می‌شد. در این مدت بریتانیکا شهرت بسیاری میان انگلیسی‌زبانان به دست آورد و دانشنامه منحصربه‌فردی به‌شمار می‌آمد، به طوری که در سدهٔ بیستم و در نسخه یازدهم این مجموعه مورد استفاده به عنوان یک مرجع معتبر برای افراد عادی و دانش‌پژوهان قرار گرفت.
هم‌اکنون بریتانیکا هم به‌صورت کتاب و لوح نوری و هم در اینترنت موجود است.

## تاریخچه

### آغاز کار
بریتانیکا در اواخر سدهٔ هجدهم در شهر ادینبورگ (پایتخت اسکاتلند) توسط کولین مک فورکوهار و با کمک اندرو بل و با نام مصطلح جامعه مردان متشخص منتشر شد.
ویلیام اسمیل، ویرایشگر این دانشنامه، هنگامی که ۲۸ ساله بود ۲۰۰ پوند بابت ارائه این دانشنامه در ۱۰۰ قسمت و سه مجلد دریافت کرد.

### نسخه اول
اولین قسمت آن در دسامبر ۱۷۶۸ با قیمت ۶ پنس منتشر شد. در سال ۱۷۷۱ این کتاب با ۲۳۹۱ صفحه و ۱۶۰ عکس کامل شد و با ۳۰۰۰ نسخه به فروش رسید.

### نسخه دوم
پس از موفقیت در نسخه اول آن، ویرایش دوم آن با کمک جیمز تیلور در طی سال‌های ۱۷۷۷–۱۷۸۴ در ۱۰ مجلد و ۸۵۹۵ صفحه ارائه شد.

### نسخه سوم
نسخه سوم آن در سال ۱۷۸۸–۱۷۹۷ توسط کولین مک فورکوهار و پس از آن جرج گلیج در ۱۸+۲ جلد و ۱۶۰۰۰ صفحه منتشر شد.
نسخه سوم، اولین ویرایشی بود که در آن از مقالات تخصصی در موضوعات گوناگون استفاده شد و در آن مسائلی دربارهٔ سال‌های آینده آن زمان مطرح شد.

### سایر نسخه‌ها
مقالات نسخه‌های ۴ تا ۱۰ عموماً مقالاتی علمی تر از مراجع دیگر به‌شمار می‌آمدند.
در سال ۱۸۹۵ بریتانیکا به لندن منتقل شد و در سال ۱۹۰۱ با روزنامه تایمز شریک شد.

### نسخه دهم
در این نسخه، تصاویر و نقشه‌هایی بسیار قدرتمند از جهان، به دانشنامه اضافه شد و در سال ۱۸۹۷ تا ۱۹۲۲ توسط هریس اورت هوپر در آمریکا منتشر گردید.

### نسخه یازدهم
از سال ۱۹۰۹، نسخه یازدهم این دانشنامه توسط دانشگاه کمبریج در انگلستان منتشر شد. در این ویرایش که در بین سال‌های ۱۹۱۰–۱۹۱۱ ارائه گشت، صاحبان دانشنامه به اهدافشان رسیده، تقریباً تمام دنیا از آن استفاده می‌کردند و فروش آن بسیار افزایش یافت. این نسخه را همچنین با نام دانشنامه بریتانیکا ۱۹۱۱ می‌شناسند.
این ویرایش اولین نسخه‌ای بود که ناگهانی و یک باره ارائه شد در حالی که در سایر نسخه‌ها هر جلد در زمانی مشخص ارائه می‌شد.

### نسخه‌های ۱۲ تا ۱۴

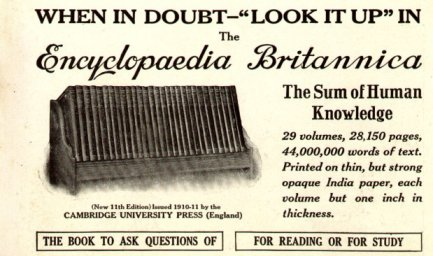
آگهی دانشنامهٔ بریتانیکا نسخهٔ ۱۹۱۱ در مجلهٔ نشنال جئوگرافیک، مه ۱۹۱۳

پس از ایجاد نسخه یازدهم تمامی حقوق و مطالب به شخصی به نام سیرز روباک در شیکاگو فروخته شد. در نسخه ۱۲ و ۱۳ سه نسخه جهت به‌روزرسانی به آن اضافه شد و در سال ۱۹۴۱ سیرز روباک به دانشگاه شیکاگو پیشنهاد داد تا بریتانیکا را به عنوان هدیه دریافت کنند.
ویلیام بنتون در سال ۱۹۴۳ تا سال ۱۹۷۳ (زمان مرگش) انتشار دانشنامه را قبول کرد و پس از آن هلن همینگوی بنتون تا سال ۱۹۷۴ به انتشار آن ادامه داد. در سال ۱۹۹۶ بریتانیکا به بیلیونر سوئیسی، جاکوب سافرا فروخته شد.

## نسخه جاری
هم‌اکنون نسخه ۱۵ بریتانیکا با نام تجاری «Britannica» توسط شرکت بریتانیکا ارائه می‌شود و دارای ۱۲۰۰۰ مقاله و ۴۴ میلیون لغت (در سال ۲۰۰۴) است. نسخه چاپی آن در ۳۲ جلد و ۶۵۰۰۰ مقاله با قیمت ۵۰۰ دلار عرضه می‌شود.
نسخه آنلاین آن دارای ۱۲۰۰۰۰ مقاله موجود می‌باشد به طوری که خلاصه مقالات به صورت رایگان و مقالات کامل ۷۰ دلار در سال می‌باشند. از سپتامبر ۲۰۰۶، بازدیدکنندگانی که با استفاده از پیوند نوشتارها در وبگاه‌های دیگر وارد بریتانیکا شوند نسخه کامل مقالات را دریافت می‌کنند.
نسخه دیجیتالی ارائه شده بر روی لوح فشرده بریتانیکا، با ۸۰٬۰۰۰ مقاله و نسخه دی‌وی‌دی آن با ۱۰۰٬۰۰۰ مقاله با قیمت ۵۰ دلار به‌فروش می‌رسند. در دو سال اخیر ۳۵ درصد این دانشنامه اصلاح شده‌است.
مقاله‌های بریتانیکا در فرمت متنی به‌طور میانگین ۳٫۲۲ کیلوبایت حجم دارند. ۱۰۰٬۰۰۰ مقاله شامل ۵۵ میلیون واژه در دی‌وی‌دی آن وجود دارد. نسخه برخط ۱۲۰٬۰۰۰ مقاله دارد. این مقاله‌ها به وسیلهٔ حدود ۱۰۰ کارمند تمام-وقت نوشته شده‌اند. حدود ۴۰۰۰ متخصص نیز که ۹۸ درصدشان تنها یک مقاله نوشته‌اند، در این دانشنامه مشارکت داشته‌اند.

## نسخه دیجیتالی و اینترنتی
در دهه ۱۹۸۰ مایکروسافت نسخه‌ای دیجیتالی از بریتانیکا را بر روی لوح فشرده ارائه کرد، با این هدف که به سود بالایی برسد (قیمت بریتانیکا ۱۵۰۰ تا ۲۰۰۰ دلار بود)؛ اما به این دلیل که اعتقاد بر این بود که با لوح فشرده نمی‌توان تمام مقالات بریتانیکا را به‌صورت کامل گنجاند، برای همین از دانشنامه استاندارد فانک و وانگالز استفاده کرد و دانشنامه‌ای را با نام انکارتا ارائه نمود.

دانشنامه بریتانیکا بر روی لوح فشرده

در سال ۱۹۹۰ فروش بریتانیکا ۶۵۰ میلیون دلار به دست آورد، اما انکارتا در سال ۱۹۹۳ به صورت لوح فشرده (سی دی) عرضه شد و به عنوان نرم‌افزار با هر محصول ارائه می‌شد. در حالی که انکارتا نمی‌توانست مبلغ ۵۰۰ تا ۶۰۰ دلار را برخلاف نسخه‌های چاپی به دست آورد.
پس از آن بریتانیکا تصمیم گرفت که قیمت را برای مشتریان سی دی به ۹۹۵ دلار برساند به این امید که مشتریان زیادی را جذب کند.
در سال ۱۹۹۴ بریتانیکا به صورت آنلاین با پرداخت وجه ۲۰۰۰ دلار در اینترنت قابل استفاده بود.
در سال ۱۹۹۶ قیمت سی دی‌های بریتانیکا به ۲۰۰ دلار تغییر کرد و در جمع مبلغ ۳۲۵ میلیون دلار به فروش رسید. در سال ۱۹۹۴، ۵۵٬۰۰۰ نسخه سی دی به فروش رسید در حالی که در سال ۱۹۹۰ این مقدار ۱۱۷٬۰۰۰ نسخه بود و بعدها به ۲۰۰۰ رسید.
هم‌اکنون بریتانیکا یکی از منابع مرجع و راحت است که در آن می‌توان اطلاعات را به صورت برخط دریافت کرد.
در حال حاضر، رقیب بزرگ بریتانیکا، انکارتا می‌باشد و ویکی‌پدیا هم با پروژه خود دردسر بزرگی برای آن ایجاد کرده‌است.
تعداد مقالات ویکی‌پدیای انگلیسی حدود ۶٬۱۲۰٬۰۰۰ می‌باشد که در مقایسه با ۱۲۰٬۰۰۰ مقاله بریتانیکا تعداد چشمگیری است.
همین‌طور تعداد لغات و اصطلاحات ویکی‌پدیا ۳۴۰ میلیون می‌باشد که در مقایسه با ۵۵ میلیون لغت بریتانیکا تعداد چشمگیری است.
طبق سرشماری مجله نیچر در هر مقاله بریتانیکا ۳ خطا وجود دارد، در حالی که در هر مقاله ویکی‌پدیا نزدیک به چهار خطا وجود دارد.
در ماه مارس سال ۲۰۱۲، مسئولان این دانشنامه اعلام کردند که چاپ کاغذی دانشنامه را پس از نزدیک به ۲۴۴ سال کنار می‌گذارند و تنها به ارائه نسخه‌های اینترنتی آن می‌پردازند.

## تاریخچه نسخه‌ها
1. ۱۷۶۸–۱۷۷۱–۳ جلد
2. ۱۷۷۷–۱۷۸۴–۱۰ جلد
3. ۱۷۸۸-۱۸۰۱ - ۱۸+۲ جلد
4. ۱۸۰۱–۱۸۰۹–۲۰ جلد
5. ۱۸۱۵–۲۰ جلد
6. ۱۸۲۰–۱۸۲۴–۲۰+۶ جلد
7. ۱۸۳۰–۱۸۴۲–۲۱ جلد
8. ۱۸۵۳–۱۸۶۰–۲۲ جلد
9. ۱۸۷۵–۱۸۸۹–۲۵ جلد
10. ۱۹۰۲–۱۹۰۳–۲۵+۱۱ جلد
11. ۱۹۱۰–۱۹۱۱–۲۹ جلد
12. ۱۹۲۱–۱۹۲۲–۲۹+۳ جلد
13. ۱۹۲۶–۲۹+۳ جلد
14. ۱۹۲۹–۱۹۷۳–۲۴ جلد
15. ۱۹۷۴–۱۹۸۴–۳۰ جلد
16. ۱۹۸۵– - ۳۲ جلد

## ترجمه فارسی
حسین آقا ملک مؤسس کتابخانه و موزه ملی ملک، مدت زمانی را صرف ترجمهٔ دانشنامه بریتانیکا کرد که بعدها به علل نامعلومی از این کار منصرف شد. بخشی از این دانشنامه که به خط خود وی ترجمه شده بود، هنگام جمع‌آوری اطلاعات از خانهٔ وی، برای تبدیل به موزه، در لابه‌لای آثارش پیدا شد. از اردیبهشت ماه ۱۳۸۶، کار ترجمهٔ فارسی دانشنامه بریتانیکا، توسط عبدالحسین سعیدیان، مترجم، محقق و استاد دانشگاه (مؤلف «دائرةالمعارف بزرگ نو» در ۱۰ جلد) و با تلاش گروهی از مترجمان، با هدف ارتقای فرهنگی جامعهٔ جوان، اندیشمندان و محققان آغاز گشت.